# Resolució 2043 del Consell de Seguretat de les Nacions Unides
La Resolució 2043 del Consell de Seguretat de les Nacions Unides fou adoptada per unanimitat el 21 d'abril de 2012. Preocupat per l'escalada de la violència, i observant la manca de cessament de la violència armada, el Consell va aprovar la creació de la Missió de Supervisió de les Nacions Unides a Síria (UNSMIS) per observar la implementació del Pla de pau de Kofi Annan per la Guerra Civil siriana, amb uns 300 observadors. La Missió de Supervisió de les Nacions Unides a Síria es va congelar a principis de juny de 2012, després d'una situació cada vegada més inestable i violenta a Síria.